# 中華民國國會改革
中華民國國會改革是指中華民國立法院自成立以來，為了適應社會變遷和政治環境變化而進行的各項改變和調整。這些改革旨在提高立法院的效率、透明度、公正性和代表性，是一段充滿了挑戰和希望的歷程。從歷史上的多次嘗試到現代的改革努力，每一步都見證著社會的進步和民主化的推動。改革內容涵蓋了從選舉制度到議事規則的各個方面，是中華民國政治中最為重要的議題之一。
2005年國民大會凍結前，以及1993年前間接民選的監察院，根據1957年《釋字第 76 號》解釋被認定是中華民國國會的一部分，亦即三院制。然而這段時間中這兩個機關，因為較為不透明等因素，內部的變化較少被人關注。當前國民大會的權責已完全分配於全民直選與立法院，然而，監察院的權責尚未有變化。彷若國會改革依照廢除或是限制監察院的方向進行，監察院轉移到立法院的權責也會是中華民國國會改革的一部分。

## 重要歷史階段
自1912年成立以來，中華民國國會經歷了多次重大的歷史變革，主要可以分為以下四個時期：
- 北洋政府時期（1912年至1928年）：這一時期的國會因軍閥混戰的影響，未能真正發揮立法功能。雖然國會形式上存在，但實際運作常常受到軍閥勢力的干擾和控制，立法進程頻繁中斷。
- 國民政府時期（1928年至1948年）：隨著國民政府的建立，國會逐漸變得形同虛設。大部分權力集中在國民政府中央，特別是蔣中正領導下的國民黨黨政軍一體，國會的獨立性和作用大大削弱。
- 遷台初期（1949年至1991年）：1949年，國民政府在国共内战失利後遷往台灣，國會成員多由終身職任的老國會議員組成。他們主要是在中國大陸選出的國會代表，隨著年齡增長和離世，國會成員逐漸減少，但仍維持著形式上的運作。這種情況一直持續到1991年國會全面改選。
- 民主化時期（1991年至今）：1991年，中華民國國會經歷了一次重大改革，全面改選，並逐步實現了民主化和現代化。

## 相關法規
自1999年起，立法院的運作基於《立法院組織法》、《立法院各委員會組織法》、《立法院議事規則》、《立法院職權行使法》、與《立法委員行為法》的五大法規:iii，闡釋《中華民國憲法》與《中華民國憲法增修條文》所聲明的權責，包括質詢權、立法權與同意權等等。其中：
- 《立法院組織法》為最早的法律，於1947年公布，描述立法院組織架構，包括常設委員會的數量與名稱、黨團之建設、行政單位架構，與立法委員公費助理配額等等。最後一次於2023年修正。

- 《立法院各委員會組織法》，於1947年公布，描述各常設委員會的基本規範，包括開會的委員人數下限、黨團在各委員會席次，與委員會幕僚人員的配置等等。最後一次於2009年修正。

- 《立法院議事規則》為立法院命令，於1948年公布，描述院會開議的詳細規定，包括委員提案之規定、提案進行之流程，以及會議日程等等。最後一次於2016年修正。

- 《立法院職權行使法》，於1999年公布，描述立法委員各項權責的具體實施方法，包括質詢與總統國情報告之流程、同意權之行使、黨團協商的流程等等。最後一次於2024年修正前，上一次修正於2018，歷經六年。

- 《立法委員行為法》，於1999年公布，包括立法委員不得兼任公營事業機構職務、政治捐獻之規定、利益迴避等等。最後一次於2002年修正。

國會改革的過程修法過程中，也會修正《中華民國憲法增修條文》與立法院其他配套法規，甚至是分類於其他四院的法規。2024年，基於各個立法委員提出的修正提案，《立法院職權行使法》、《中華民國刑法》、《立法院組織法》、《立法委員行為法》、《立法委員互選院長副院長辦法》等五法也被稱為國會五法或是國會改革五法。

## 通過的改革法案

### 國會增額、立法改進暨全面改選
1949年國民政府遷台後，國會成員多為終身職，隨著時間推移，成員年齡逐漸偏高，立法效率受到影響。1970年代，政府提出了增設臨時立法委員的法案，希望通過這種方式補充現有成員，從而改善國會的功能。但部分內容遭到舊國會成員的排斥和否決，改革進度緩慢。1972年，該法案部分經三讀通過，允許增設一定數量的臨時立法委員。本法案雖然在一定程度上緩解了國會的老齡化問題，但只是暫時性的解決方案，未能從根本上改變國會的結構。
1980年代，台灣社會經歷了深刻的變革。1986年，民主進步黨成立，台灣民主化進程加速。1990年，國大代表一連串擴權牟利的行為引起了許多人的不滿，引發了野百合學運，民眾對國會改革和全面改選的希望愈發強烈。面對社會壓力，政府在1991年提出了《動員戡亂時期臨時條款》憲法修正案，進行國會全面改選，取消終身職國會議員。1991年4月22日，修憲草案在立法院經三讀通過。1991年5月1日，國民大會通過該修正案，正式生效。1992年，台灣首次全面改選立法委員，這次改選不僅結束了老國會時代，還大幅提升了國會的現代化水平，為台灣民主化進程注入了新的動力。

### 重塑國會
2004年至2005年間，中國國民黨，民主進步黨聯合提出了《憲法增修條文》第七次修正案，進行了一系列重大改革，旨在提高立法效率、加強社會平等、增進議會代表性和透明度。
1. 總統、副總統彈劾案須經全體立法委員二分之一以上之提議，全體立法委員三分之二以上之決議，由司法院大法官召開憲法法庭審理。
2. 改由公民複決憲法修正案、領土變更案。此舉移除國民大會全部職務，形同廢除。
3. 領土變更、修憲程序：立法委員四分之一提議，四分之三出席，出席委員四分之三決議，公告半年後，經中華民國自由地區選舉人投票複決，有效同意票過選舉人總額之半數即為通過。
4. 立法委員自第七屆起，席次由225席減為113席，任期由3年改為4年，選制改為並立制單一選區兩票制。
5. 自由地區直轄市、縣市73人（每縣市至少1人）。自由地區平地原住民及山地原住民各3人。不分區及僑選部分（34人）由獲得百分之5以上政黨選舉票之政黨依得票比率選出之，各政黨當選名單中，婦女不得低於二分之一。

2005年6月10日，該修正案在立法院經三讀通過，並於2008年1月12日的立法委員選舉中首次實施。本憲法修正案對於台灣的國會改革具有深遠的影響，推動了國會制度的現代化和民主化，為台灣政治體系的發展帶來了重大的變革和進步。

### 立法院常設委員會整併
憲政時期，國民政府於1947年3月頒布《立法院組織法》，立法院設有內政、外交、國防、經濟、財政、預算、教育文化、農林、交通、社會、地政、邊政、僑務、民法、刑法、商事法和法制總共17個委員會。同年12月經過修法，增加了勞工與衛生委員會。隔年6月《立法院組織法》第三次修正，又增加了海事與糧政兩個委員會，並修正了部份委員會的名稱。
隨著立法院於1950年遷台，《立法院組織法》第五次修正將21個委員會整併為內政、外交、國防、經濟、財政、預算、教育、交通、邊政、僑務、民法商法、法制共12個委員會。遷台初期長期持續沿這12個常設委員會的框架。
隨著國會民主化，《立法院組織法》第19次修正於1993年先將邊政合併進內政、僑務合併進外交，民法商法改名為司法委員會，《立法院組織法》第24次修正於1999年增加了科技及資訊與衛生環境及社會福利兩個委員會，並將經濟改名為經濟及能源、預算改名為預算及決算、教育改名為教育及文化委員會。
隨著立法委員席次減半，《立法院組織法》第30次修正於2007將12個委員會整併為內政、外交及國防、經濟、財政、教育及文化、交通、司法及法制與衛生環境及勞工共8個委員會，並從第七屆立法院開始實施。2009年，《立法院組織法》第32次修正將衛生環境及勞工委員會改名為社會福利及衛生環境委員會。

### 國會頻道建置
在公民監督國會聯盟等公民團體的長期呼籲下，立法院在第7屆第3會期開議日，即2009年2月20日，開始實施第一階段議事轉播，以立法院網際網路多媒體隨選視訊系統對全國民眾開放。但是在直播早期，因《立法院會議錄影錄音管理規則》等內部規定過於保守陳舊，只可拍攝主席台與發言台的畫面，尤其當委員會進行協商時，會以「黑畫面」或「藍畫面」代替，只聽得到聲音，卻看不到現場畫面。
2016年，在各政黨的大力支持下，立法院通過《立法院會議錄影錄音管理規則》修正案，徹底結束了上述問題，並進一步擴大公開內容。11月25日，《立法院組織法》第5條第6項修正案經三讀通過，法案規定，議事轉播應逐步提供同步聽打或手語翻譯等無障礙資訊服務，以保障身心障礙者平等參與政治與公共生活之權利。在這之後又陸續通過了：《立法院組織法》第五條修正案，除涉及保密事項的秘密會議外，所有會議一律公開直播，結束了密室協商的情況。《有線廣播電視法》第33條與第61條條文，將國會頻道列為有線電視系統經營者之「必載」頻道，避免系統經營者任意將國會頻道下架或移動頻道位置，影響國民收視權益。至此完成了國會直播法制化的最後立法進程。這項改革的實施，增強了民眾對國會活動的關注度，提升了政治過程的透明度和公信力，進一步促進了台灣的民主發展。

### 議事公開透明化
除了國會頻道以外，其他國會透明化行動也陸續展開，特別是立法院相關網站的持續建設。2020年5月19日，立法院通過無黨籍立委林昶佐的提案，推動「開放國會行動方案」，以促進民間參與、國會透明化成果的國際交流，例如開放政府夥伴關係聯盟。2023年11月9日，時任立法院長游錫堃於立法院開放國會成果記者會表示，20項承諾已完成17項。2024年國會改革爭議中，幾位民主進步黨籍立委特別指出這些工作即是民進黨的國會改革政績。

## 爭議法案

### 總統國情報告、加強人事同意權、擴大調查權、增加聽證權以及藐視國會罪
2024年中國國民黨及台灣民眾黨提出了一系列名為「國會改革法案」的法律修正案。法案的核心內容涵蓋了總統國情報告、加強人事同意權、擴大調查權、增加聽證權以及藐視國會罪。民主進步黨亦在法案二讀時，以再修正動議的形式，提出減少官員書面答覆質詢的期限。6月24日，藐視國會罪正式生效。
法案生效後，立法院民進黨黨團、監察院、行政院、總統府等機關陸續提交釋憲聲請。
憲法法庭圍繞權力分立、行政特權等等議題進行審理，7月19日判決爭議條文暫停適用。在10月的審判中，憲法法庭判決大部分爭議條文違憲，自判決日起停止適用。
| 修訂條例 | 主要內容 |
| --- | --- |
| 立法院職權行使法 - - 15條 - 29條 - 44條 | 立法院追認總統的發布緊急命令、行使人事同意權、對總統副總統的彈劾案，在院會投票決議時，由無記名改為記名。 |
| 立法院職權行使法 - - 15-1條（部分違憲） - 15-2條（部分違憲） - 15-4條（違憲） | 未來總統必須在每年3月1日前赴國會進行報告，新任總統則要額外在就任1個月內赴國會；若遇上「國家大政方針」及「重要政策議題」，立院也可在全體四分之一委員提議、再經院會決議後，請總統赴國會報告。 國情報告將採「依序即時回答」形式，假使立委以書面詢問總統，總統應在7至12目內書面回覆；不過即問即答的流程仍有解讀空間，未來將由黨團協商決定。 |
| 立法院職權行使法 - - 22條 - 23條 - 28條 | 口頭質詢未及時答覆的部份，官員書面答覆的期限由最高25天減少為15天。書面質詢的書面答覆、預算案書面答覆的部份，期限最高25天沒變，但是涉及內容未過廣的，期限由20天減少為15天。 |
| 立法院職權行使法 - - 25條（部分違憲） | 未來政府官員被質詢時不得任意缺席、拒絕答覆、拒絕提供資料、隱匿資訊、虛偽答復或有其他藐視國會之行為，答覆內容不得超過質詢範圍，且不得對立委「反質詢」。 若被質詢人違反上述相關規定，均可送彈劾或懲戒，亦可由主席或質詢委員提議，再經院會決議，處2萬至20萬元罰鍰。另外，若官員於受質詢時進行虛偽陳述，依法以藐視國會罪追究其刑事責任。 |
| 立法院職權行使法 - - 29條 - 29-1條（部分違憲） - 30條（部分違憲） - 30-1條（部分違憲） - 31條                                                                                    | 未來憲法未明確規範的人事同意權的行使程序，需經相關委員會審查後，再由全體院會表決通過。此規範適用於包括但不限於國家通訊傳播委員會（NCC）主委及中央選舉委員會主委等職位的人事同意權行使。 人事同意審查期不得少於1個月。 應於審查過程中舉行公聽會，邀集相關學者專家、公民團體及社會公正人士共同參與審查。被提名人的學經歷、最高學歷學位論文、稅務及刑案紀錄表等資料，應由提名後7日內送交立法院參考。 被提名人提出書面資料與答詢，於提出結文或具結後，有答復不實、隱匿資料或提供虛偽資料的，委員會停止審查，再經院會決議，處二萬元以上二十萬元以下罰鍰。 |
| 立法院職權行使法 - 第八章 有關調查專案小組者皆違憲 - 45條 - 46條 - 46-1條 - 46-2條 - 47條 - 48條 - 49條 - 50條 - 50-1條 - 50-2條 - 51條 - 52條 - 53條 - 53-1條 - 53-2條 - 53-3條 | 開放立院可設「調查委員會」、「調查專案小組」，得要求「政府機關、部隊、法人、團體或社會上有關係人員」於5日內提供相關文件、資料、檔案。 相關文件、資料及檔案原本業經司法機關或監察機關先為調取時，應敘明理由，並提供複本。 在調閱期間，應指派專人將被調閱文件、資料及檔案送達立法院指定場所，以供參閱，由立法院指派專人負責保管。 政府機關或公務人員若拒絕、拖延調查或隱匿資料，得經立法院院會決議，將其送監察院糾正、糾舉或彈劾。假設是民間人士違反規定，得經立法院院會之決議，處新臺幣一萬元以上十萬元以下之罰鍰，並得按次處罰至改正為止。受處分者如有不服，可在處分送達次日起2個月內提起行政訴訟。 接受調查者若認為調查委員會、調查專案小組逾越職權範圍或涉及個人隱私而與公共事務無關者，可陳明理由，經會議主席同意後拒絕證言或交付文件、資料及檔案。                                                                                        |
| 立法院職權行使法 - 第九章之1 - 59-1條 - 59-2條 - 59-3條 - 59-4條 - 59-5條（部分違憲） - 59-6條 - 59-7條 - 59-8條 - 59-9條                                                        | 調查委員會和專案小組為審議院會交付之議案、全院委員曾為補選副總統、彈劾總統副總統等，得依《憲法》第67條第2項舉行聽證會。涉及外交、國防或其他依法令應祕密事項者，以祕密會議進行。 若聽證會涉及個人隱私遭不當侵害之虞，個人生命、身體或其他自由遭威脅之慮、營業祕密遭受不當侵害之慮，應部分或全部不公開。 若涉及國家安全、國防及外交等國家機密事項，或逾越聽證會調查目的之詰問或對質、個人隱私等，出席人員得拒絕證言或表達意見。 但應邀出席人員除非有正當理由，否則不得拒絕出席、拒絕證言、拒絕提供資料，經立法院院會決議後可處1萬至10萬元罰鍰，可按次處罰，受處分者如有不服，可在處分送達次目的2個月內提起行政訴訟。 民間人士出席時為虛偽陳述者，得經院會決議，處2萬至20萬元罰鍰，同樣可按次處罰和提起行政訴訟。若政府人員為虛偽陳述者，則可由主席或質詢委員提議、出席委員5人以上連署或附議，經院會決議，移送彈劾或懲戒，並依法追訴其刑事責任。 |
| 刑法（違憲） - 第五章之1 - 141-1條 | 增訂《刑法》第5章之1「藐視國會罪」專章。並增訂《刑法》第141-1條，公務員於立法院聽證或受質詢時，就其所知之重要關係事項，為虛偽陳述者，處1年以下有期徒刑、拘役或20萬元以下罰金。 |

## 公民社會在國會改革中的作用
中華民國的公民社會在國會改革過程中發揮了關鍵作用，積極參與並影響立法進程。

### 太陽花學運
2014年，政府強行推動《兩岸服務貿易協議》立法，引發公民社會的不滿，認為協議缺乏透明度和民主程序，引發了太陽花學運。數千名學生和公民佔領立法院，呼籲更透明和民主的立法過程。這次學運成功推動政府暫停協議審議，並促成了《兩岸協議監督條例》的立法，提升了公民對立法程序的監督力度。

### 公民監督國會聯盟
為提高國會透明度和問責性，多個公民團體組成了公民監督國會聯盟，定期發布立委表現報告。通過調查和公開報告，這些團體監督立法委員的出席率、發言質量和投票情況，向公眾提供準確的信息。這些行動提高了公眾對國會運作的認識，促使立法委員更加重視自己的職責和表現。

## 未來的改革方向

### 2024年5月尚未通過的「國會改革五法」
如同已三讀的《立法院職權行使法》第15條等條文，民眾黨也與國民黨立委各自推出《立法委員互選院長副院長辦法》的修正法案，意在使得立法院正、副院長的選舉，透過記名投票公開透明。此案已經過司法及法制委員會審查，但併案審查報告尚未排入進院會討論事項中。民進黨立委亦有《立法院組織法》、《立法院議事規則》及《立法委員行為法》的各種修正法案，部份法案正在委員會審理。

### 其他方向
增加透明度：建立更透明的立法過程
選舉制度改革：進一步探討並完善選舉制度，如引入更多的比例代表制，增加小黨和無黨籍候選人的機會
立法委員責任制：加強立法委員的問責機制，確保立法委員能夠真正代表選民的利益。